# امپانیفنا
امپانیفنا (به لاتین: Ampanefena) یک سکونتگاه مسکونی در ماداگاسکار است که در ساوا (ماداگاسکار) واقع شده‌است.

## خصوصیات
امپانیفنا ۱۹٬۰۰۰ نفر جمعیت دارد و ۵۸ متر بالاتر از سطح دریا واقع شده‌است.